# Anthophora volucellaeformis
Anthophora volucellaeformis är en biart som beskrevs av Dours 1869. Anthophora volucellaeformis ingår i släktet pälsbin, och familjen långtungebin. Inga underarter finns listade i Catalogue of Life.